# Mullinville (Kansas)
Mullinville é uma cidade localizada no estado americano de Kansas, no Condado de Kiowa.

## Demografia
Segundo o censo americano de 2000, a sua população era de 279 habitantes.
Em 2006, foi estimada uma população de 257, um decréscimo de 22 (-7.9%).

## Geografia
De acordo com o United States Census Bureau tem uma área de
1,6 km², dos quais 1,6 km² cobertos por terra e 0,0 km² cobertos por água.

## Localidades na vizinhança
O diagrama seguinte representa as localidades num raio de 36 km ao redor de Mullinville.